# USB Mass Storage

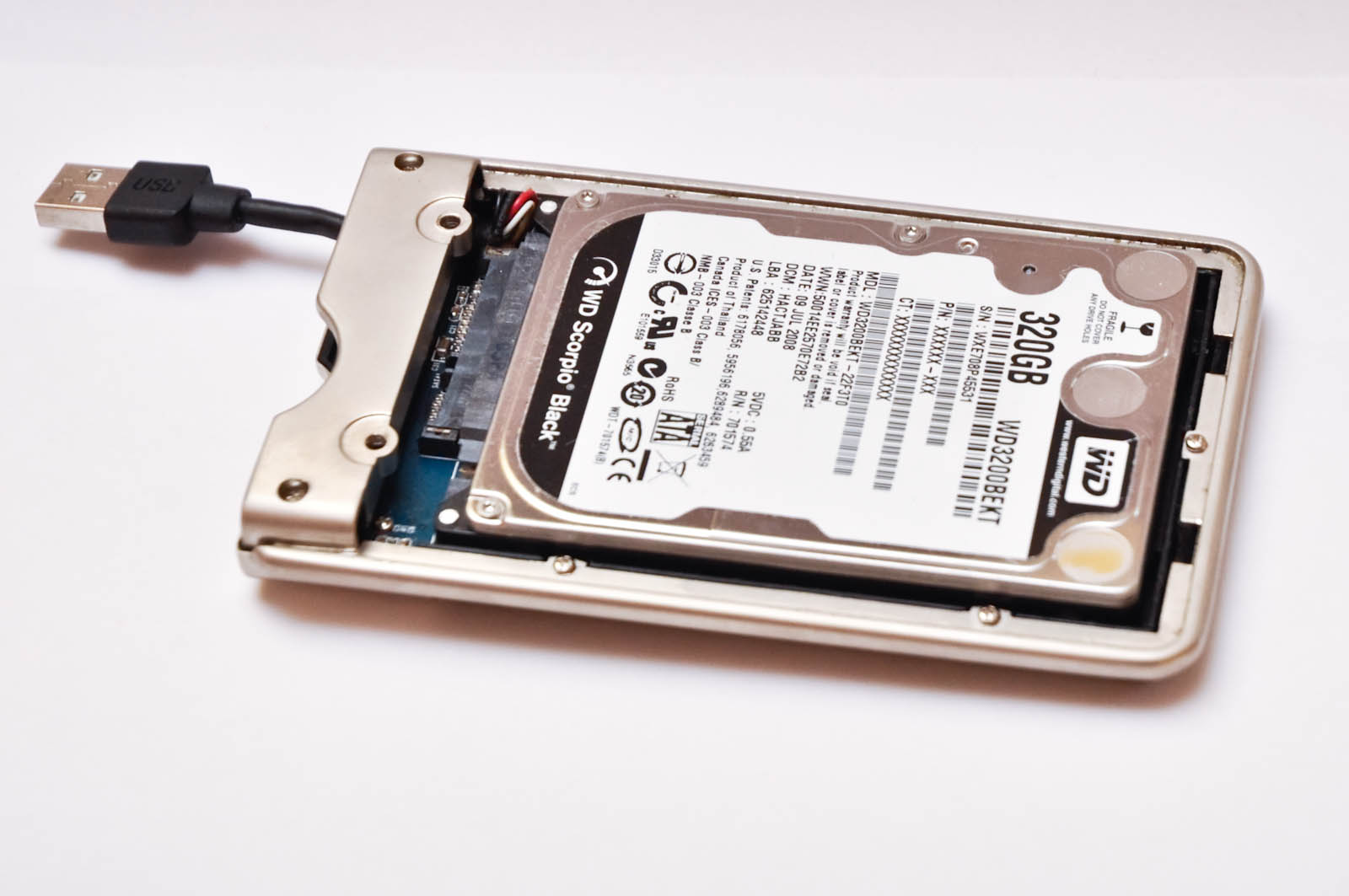
K pevnému disku v USB rámečku lze přistupovat jako k zařízení USB Mass storage

USB Mass Storage (označována zkratkou UMS) je počítačový komunikační protokol používaný ke komunikaci s externími zařízeními pomocí USB.
Protokol slouží ke standardizaci komunikace se zařízeními sloužícími k ukládání dat mimo počítač. Obvykle se jedná o tato zařízení:
- externí pevné disky
- USB flash disky
- čtečky paměťových karet
- digitální fotoaparáty
- MP3 přehrávače
- moderní mobilní telefony
- a další…

K používání zařízení podporujících UMS jako paměťových úložišť není třeba speciální ovladač, protože s UMS si poradí každý moderní operační systém. Tato zařízení také obvykle podporují technologii Plug-and-play, díky které není třeba počítač nijak konfigurovat ani restartovat. Takové zařízení je samo k dispozici již okamžik po připojení, a to bez nutnosti dalšího zásahu uživatele.

## Podpora v operačních systémech

### Microsoft Windows
Microsoft Windows nativně podporuje UMS od vydání Windows 2000. V předchozích verzích Windows nebyla nativní podpora k dispozici. Bylo nutné pro každý typ zařízení doinstalovat ovladač dodaný výrobcem.

### Mac OS
Apple Computer Mac OS 9 a Mac OS X podporují UMS nativně.

### Unixové systémy
- Linuxové jádro má v sobě zabudovaný ovladač UMS od verze 2.4 (rok 2001) a existuje i backport pro verzi 2.2.18. Kromě standardní univerzální podpory UMS jsou v linuxovém jádře i funkce pro jednotlivá zařízení. Například S.M.A.R.T., opravy chyb atp. Systém je podporován i ve většině Android zařízeních.
- Solaris podporuje UMS také od verze 2.8 (1998).
- NetBSD od verze 1.5 (2000).
- FreeBSD od verze 4.0 (2000).
- OpenBSD od verze 2.7 (2000).
- AIX podporuje UMS od verze 5.3 T9 a 6.1 T3, ale tato podpora je nestabilní problémová.

### DOS
DOS v sobě sice neobsahuje žádnou nativní podporu USB Mass Storage, nicméně jsou k dispozici externí doinstalovatelné ovladače, které tuto podporu zavádějí, jako například Duse, USBASPI či DOSUSB. FreeDOS přistupuje k UMS zařízením jako k ASPI.

### Amiga
Amiga umožňuje přístup k zařízením UMS přes USB mezivrstvu Posedion, která se de facto stala standardem pro přístup k zařízením USB. Poseidon se používá v operačních systémech AmigaOS, MorphOS a AROS. AmigaOS 4.0 přichází s vlastní USB mezivrstvou, která se jmenuje Sirion. Je však stále možné používat Poseidon. Současná nativní hardwarová mezivrstva se nazývá ANAIIS (Another Native Amiga IO Interface Stack). V září 2009 byl Poseidon uvolněn jako opensource.

### Herní konzole
Xbox 360 a PlayStation 3 podporují většinu UMS zařízení pro mediální datové přenosy (prohlížení obrázků, přehrávání hudby, filmů...). Xbox 360 umožňuje od dubna 2010 také využívání UMS pro ukládání pozic her a PlayStation 3 navíc umožňuje přesun uložených pozic z jednoho UMS zařízení na jiné. Přesto jsou známy příklady UMS zařízení, se kterými si herní konzole nedokáží poradit.

### Grafické kalkulačky
Nezávislí vývojáři uvolnili ovladač pro model TI-84 Plus a TI-84 Plus Silver Edition.

## Známé problémy a komplikace

### Zařízení typu pevný disk
Většina současných pevných disků má v sobě podporu rozšířených příkazů (jako například Native Command Queuing) pro zvýšení výkonu, zjednodušení mazání souborů, větší bezpečnost, S.M.A.R.T. atp.). K těmto funkcím je možné přistupovat přes nízkoúrovňové příkazy pomocí ovladačů (jako SCSI, ATA, Parallel ATA).
Tyto funkce však nemohou z principu fungovat, je-li komunikace s pevným diskem zapouzdřena do USB Mass Storage rozhraní, protože samotné rozhraní umožňuje jen základní příkazy pro čtení a zápis. Řešení tohoto problému by měla přinést nová norma eSata, která je pro pevné disky přímo určena.